# 2011年島根県知事選挙
2011年島根県知事選挙（2011ねんしまねけんちじせんきょ）は、2011年（平成23年）4月10日に執行された島根県知事を選出するための選挙。第17回統一地方選挙の日程で行われた。

## 概要
現職の溝口善兵衛の任期満了に伴う知事選挙。現職の溝口が2期目を目指し出馬したのに対し、共産党公認の向瀬が挑む選挙戦となった。
各党の対応は、共産党が党公認候補として向瀬を擁立。自民党と公明党は前回の知事選に続き、溝口の推薦を決定した。政権与党の民主党は候補を擁立せず、前回に続き自主投票とした。
この他、政治活動家の佐々木信夫が無所属での出馬を表明した が、告示2日前に撤回している。

## 選挙データ

### 告示日
- 2011年（平成23年）3月24日

### 執行日
- 2011年（平成23年）4月10日
  - 当日の投票時間帯:
  - 期日前投票:3月25日 ~ 4月9日

### 同日選挙
- 島根県議会議員選挙（4月1日 告示）[5]

## 立候補者
2名、届け出順。
| 候補者名（読み）                 | 年齢 | 党派                           | 肩書き                   |
| -------------------------------- | ---- | ------------------------------ | ------------------------ |
| 溝口善兵衛 （みぞぐち ぜんべえ） | 65   | 無所属 （自民党、公明党 推薦） | 島根県知事               |
| 向瀬慎一 （むこせ しんいち）     | 40   | 日本共産党                     | 共産党県西部地区副委員長 |

### 選挙のタイムライン
- 2010年11月22日 - 現職の溝口が県議会で出馬を表明[7]。
- 2011年2月21日 - 候補者擁立を目指していた民主党県連は幹事会を開き、独自候補の擁立を断念し、自主投票とする方針を決定[2]。
- 2011年2月24日 - 佐々木が出馬を表明[3]。
- 2011年3月7日 - 共産党県委員会は、向瀬を党公認で擁立することを発表[1]。
- 2011年3月22日 - 出馬を表明していた佐々木が、出馬を断念することを表明[4]。
- 2011年3月24日 - 告示。現職と新人による一騎討ちに。
- 2011年4月10日 - 投開票。

### 各候補の訴え
- 溝口

1. 産業振興と社会資本の整備の推進
2. 原発政策についての抜本的な見直しを行い、安全安心の県を構築
3. 財政政策の見直しと経済の活性化との両立を図る 他

- 向瀬

1. 福祉医療助成制度の即時見直し
2. 中学卒業までの医療費の全県無料化
3. 公共事業の見直しやムダの削減
4. 国の原子力政策の抜本的見直し、脱原発
5. TPPへの参加反対 他

## 選挙結果

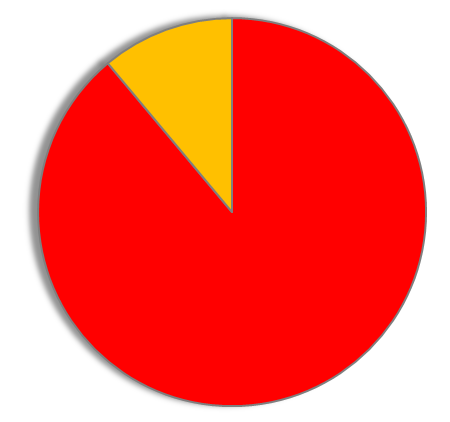
各候補の得票率（得票数の多かった順）

投票率は52.70%で、前回2007年の65.86%を下回り、東日本大震災による自粛ムードもあり、投票率は過去最低となった（前回比 -13.16%）。当日の有権者数は58万3185人で投票者数は30万7355人であった。
候補者別の得票数の順位、得票数、得票率、惜敗率、供託金没収概況は以下のようになった。供託金欄のうち「没収」とある候補者は、有効投票総数の10%を下回ったため全額没収された。惜敗率は未発表のため暫定計算とした（小数3位以下四捨五入）。
|      | 順位 | 候補者名    | 党派       | 新旧 | 得票数  | 得票率 | 惜敗率 | 供託金 |
| ---- | ---- | ----------- | ---------- | ---- | ------- | ------ | ------ | ------ |
| 当選 | 1    | ■溝口善兵衛 | 無所属     | 現   | 269,636 | 88.93% | ----   |        |
|      | 2    | ■向瀬慎一   | 日本共産党 | 新   | 33,571  | 11.07% | 12.45% |        |

現職の溝口は、前回に続いて自民・公明両党からの推薦を受け、組織戦を展開。この他、無党派層や自主投票を決めた民主党などの票も獲得し、再選を果たした。共産党公認の向瀬は脱原発などを訴え、現職批判票を取り込み原発に対する不安の受け皿となったが及ばなかった。